# Carrera de las Estrellas
La Carrera de las Estrellas es una carrera de karts que se corrió en los años 2003 y 2005 y desde 2013 en las calles de la ciudad de Cartagena de Indias, Colombia y en el autódromo de Tocancipa. La carrera fue organizada por la Fundación Formula Sonrisas como un evento de recaudación de fondos. En esta competición tomaron la partida pilotos de las principales categorías del automovilismo. Fórmula 1, CART, IndyCar Series y Fórmula 3000.

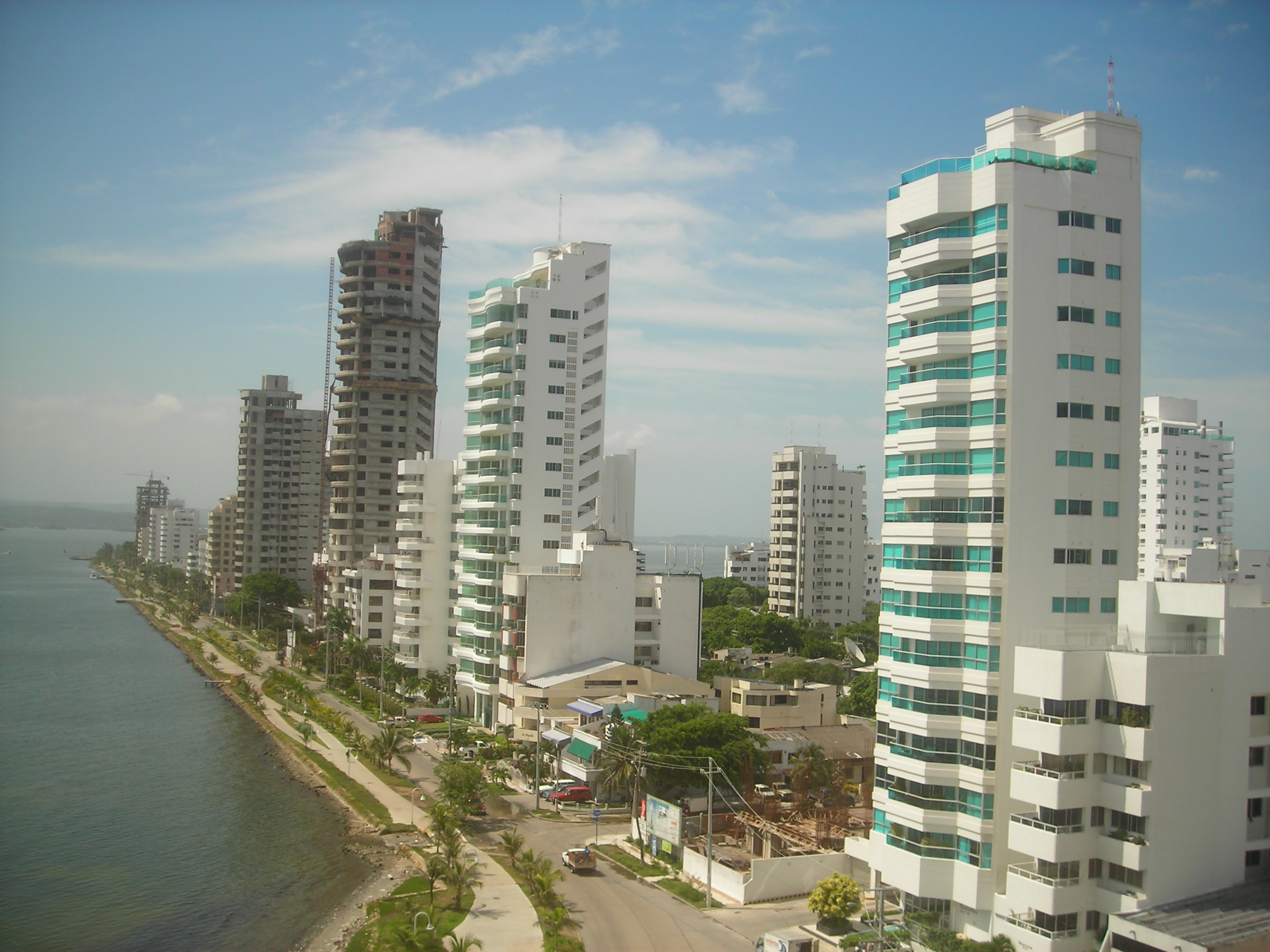
Vista de Cartagena sede de la Carrera de las Estrellas.

## Metas
La carrera tenía como meta varias cosas. La primera era la consecución de fondos para desarrollar los proyectos que la fundación estaba empezando. La segunda brindarle la oportunidad a los colombianos de ver a figuras de diferentes categorías del automovilismo corriendo juntas por primera vez con vehículos en igualdad de condiciones y la tercera darle al evento un aire de importancia por eso se corrió en las calles de Cartagena imitando en miniatura el ambiente del Gran Premio de Mónaco.

## Carrera 2003

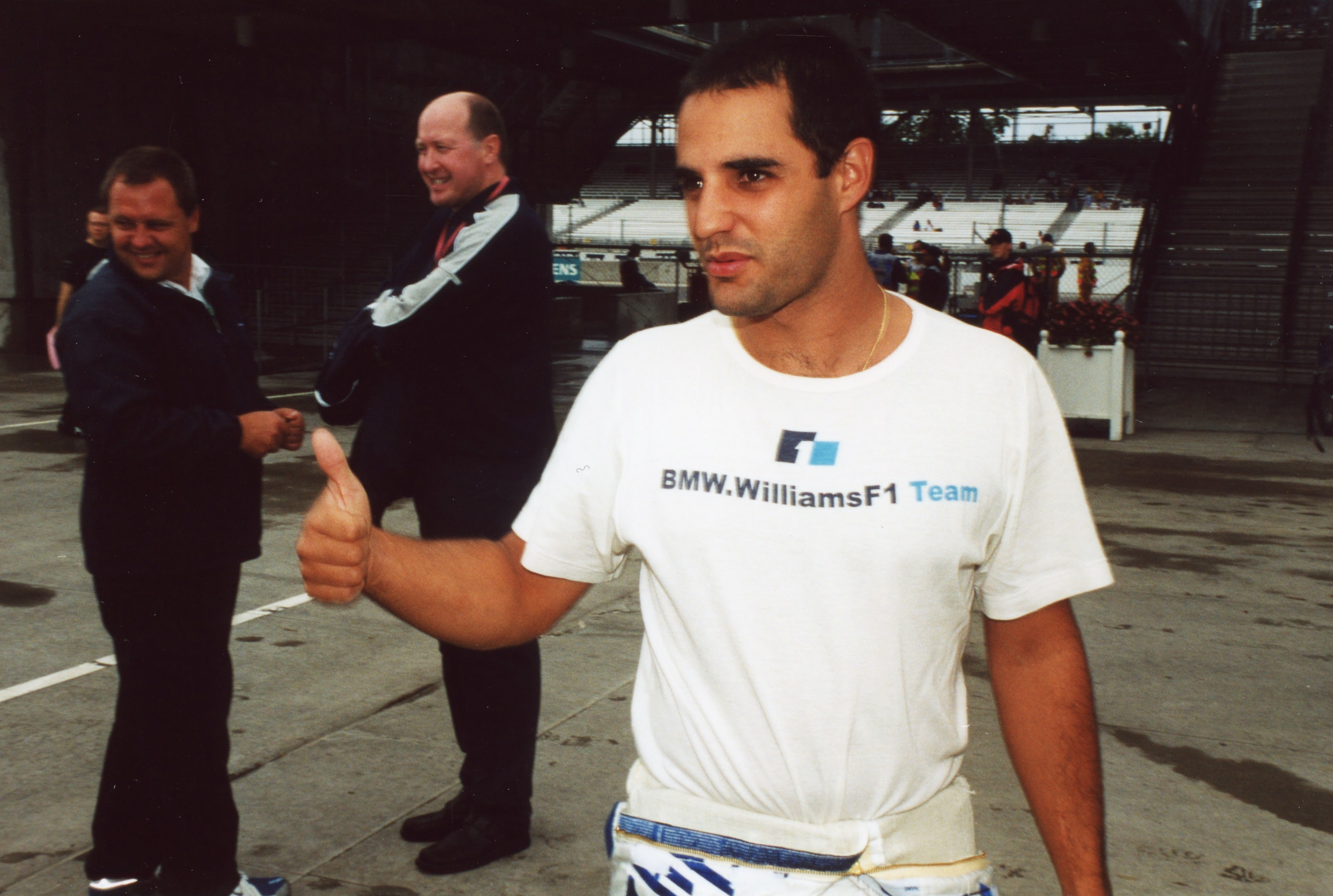
Juan Montoya, organizador de la Carrera de Estrellas.

Los días 14 y 15 de noviembre de 2003 se lleva a cabo la primera edición de la Carrera de las Estrellas por las calles del sector amurallado de la ciudad de Cartagena. El evento fue transmitido para Colombia por el Canal RCN y para Latinoamérica por Fox Sports. 
En los karts de la categoría Easy Kart, 12 pilotos tomaron la partida en 2 mangas las cuales en ambas los primeros lugares sumaban puntos que sumados al final darían al ganador de la carrera.

### Circuito
La carrera de las Estrellas del 2003 se corrió en el barrio San Diego que hace parte del sector amurallado de Cartagena.

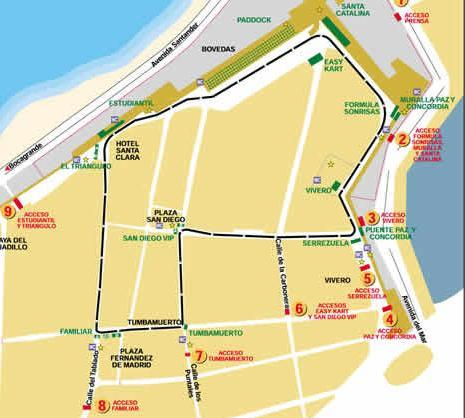
Circuito año 2003.

### Pilotos
| Piloto                | País                     | Categoría    |
| --------------------- | ------------------------ | ------------ |
| Pedro de la Rosa      | Bandera de España        | Fórmula 1    |
| Marc Gené             | Bandera de España        | Fórmula 1    |
| Antônio Pizzonia      | Bandera de Brasil        | Fórmula 1    |
| Rodolfo Lavin         | Bandera de México        | CART         |
| Mario Domínguez       | Bandera de México        | CART         |
| Adrián Fernández      | Bandera de México        | CART         |
| Roberto "Pupo" Moreno | Bandera de Brasil        | CART         |
| Felipe Giaffone       | Bandera de Brasil        | IRL          |
| Scott Dixon           | Bandera de Nueva Zelanda | IRL          |
| Ricardo Sperafico     | Bandera de Brasil        | Fórmula 3000 |
| Roberto José Guerrero | Bandera de Colombia      | Expiloto     |
| Juan Pablo Montoya    | Bandera de Colombia      | Fórmula 1    |

La Carrera fue accidentada durante su duración debido a la lluvia que cayó, esto provocó varios accidentes sin consecuencias, la primera manga fue ganada por Felipe Giaffone de Brasil seguido de Juan Pablo Montoya, en la segunda manga se destacan los incidentes de Juan Pablo Montoya y Roberto “Pupo” Moreno cuando lideraba en solitario la prueba. Finalmente la manga la ganó Ricardo Sperafico de Brasil.
La victoria final fue conseguida por Ricardo Sperafico quien consiguió 24 puntos los mismos que su compatriota Felipe Giaffone, el tercer lugar fue ocupado por el Brasileño Antonio Pizzonia quien consiguió 20 puntos.
- Datos: Q5753496